# Metazygia pimentel
Metazygia pimentel là một loài nhện trong họ Araneidae.
Loài này thuộc chi Metazygia. Metazygia pimentel được Herbert Walter Levi miêu tả năm 1995.